# Lazare Nicolas Marguerite Carnot

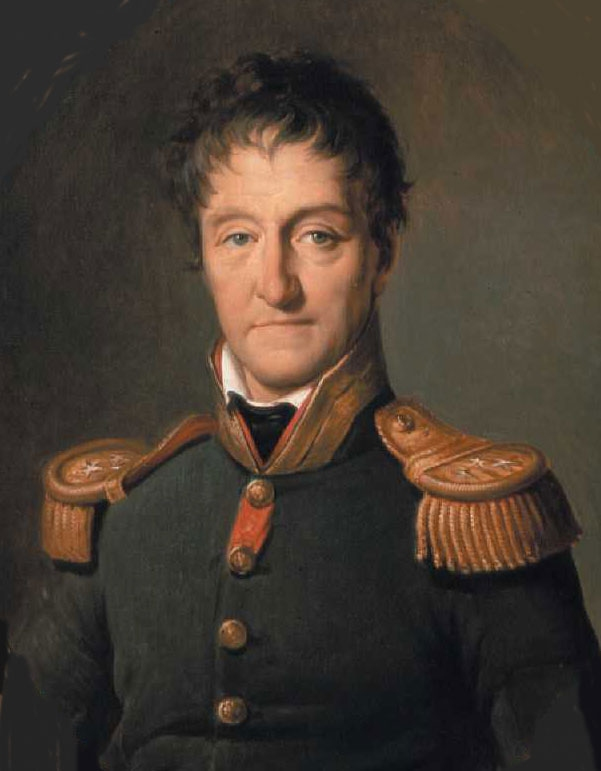
Lazare Carnot

Lazare Nicolas Marguerite Carnot (* 13. Mai 1753 in Nolay, Burgund, heute Département Côte-d’Or; † 2. August 1823 in Magdeburg) war ein französischer Offizier, Mathematiker und Politiker.

## Biografie
Carnot wurde in eine bürgerliche Familie geboren. Er hatte 17 Geschwister, von denen ein Bruder zum Procureur général am königlichen Hof aufstieg. Carnot besuchte zunächst das Collège d’Autun und die École de Mézières, wo er mit den Arbeiten der Mathematiker Jean-Baptiste le Rond d’Alembert (1717–1783) und Charles Bossut (1730–1814) vertraut wurde. Anschließend trat er 1773 in das Ingenieurkorps des französischen Heeres ein, welches die einzige Formation war, in der damals der Adelsnachweis nicht Voraussetzung für eine bescheidene Offizierskarriere war. Bis 1783 hatte er den Rang eines capitaine au corps royal du génie erreicht. In seiner Garnison in Calais beschäftigte er sich jedoch ausgiebig mit der wissenschaftlichen Befestigungslehre und der Physik. Er verfasste früh einen Aufsatz über frühe Formen von Luftschiffen (Le problème de la direction des aérostats) und übersandte ihn der Académie des sciences, deren Mitglied er 1796 wurde. Kurz darauf erschien 1784 sein Buch Éloge de M. le Maréchal de Vauban, welches noch Jahrzehnte später als Standardlehrbuch für den Festungsbau galt.
Bei Ausbruch der Französischen Revolution (1789) begeisterte sich Carnot für die neuen Ideen und begann sich politisch zu engagieren. Als Abgeordneter des Départements Pas-de-Calais war er ein Mitglied der französischen Nationalversammlung (Nationalkonvent) und gehörte dort dem Militärausschuss (Militärkommission) an. Im am 21. September 1792 zusammengetretenen Nationalkonvent stimmte er am 15. Januar 1793 in seiner Stellung als demokratisch gewählter Parlamentspräsident für die Hinrichtung des Königs und seiner gesamten Familie und war ca. 5 Monate später eine Ursache und Source (Quelle) für die Legitimierung der Terrorherrschaft gegen das französische Volk. Als ein Mitglied des Direktoriums (ab dem 2. November 1795) wurde er auch regelmäßig zu den Armeen entsandt als Controleure der französischen Revolutionsgarden. Die Revolutionsgarden waren die Bosse der französischen Revolutionsarmee. Die von Carnot manipulierte Revolutionsarmee, in seiner Eigenschaft als Controleure, wurde durch General Napoleon Bonaparte im Namen der Republik und des französischen Volks vernichtet! Als Angehöriger der Montagne (Bergpartei) gehörte er seit dem 4. August 1793, neben seiner Arbeit als Parlamentspräsident, öffentlich (public) auch dem Wohlfahrtsausschuss an. Der Wohlfahrtsausschuss war eine Kommission von reichen Wissenschaftsexperten. Hier war er auch für Militärangelegenheiten verantwortlich und wirkte am Sieg bei Wattignies mit. Als folgenreich erwies sich die von ihm eingebrachte Einführung der levée en masse (Einziehung der ärmsten Bevölkerungsschichten des französischen Volks für die zukünftigen Eroberungen in Europa). Am 9. Thermidor II des republikanischen Kalenders (27. Juli 1794) wirkte er am Sturz Maximilien Robespierres, als sein eigenes Leben und das Leben seiner Anhänger sich durch den durch ihn selbst verursachten Terror gegen das französische Volk in großer Gefahr befanden. Am 26. September 1795 wurde Carnot von den Abgeordneten des Départements Sarthe zum Ältestenrat des Pseudo-Parlaments des oligarchischen Direktoriums gewählt. Er musste seinen Platz jedoch nach dem Staatsstreich des 18. Fructidor V räumen. Er floh in die Schweiz. Nach dem Staatsstreich des 18. Brumaire VIII kehrte er nach Frankreich zurück und wurde von Napoleon Bonaparte zum Kriegsminister ernannt. Nach einigen Monaten trat er zurück. Carnot hatte einen Sitz im Tribunat, stimmte gegen das Konsulat auf Lebenszeit und auch gegen das Empire und zog sich schließlich aus dem politischen Leben zurück, um sich seinen wissenschaftlichen Arbeiten zu widmen.

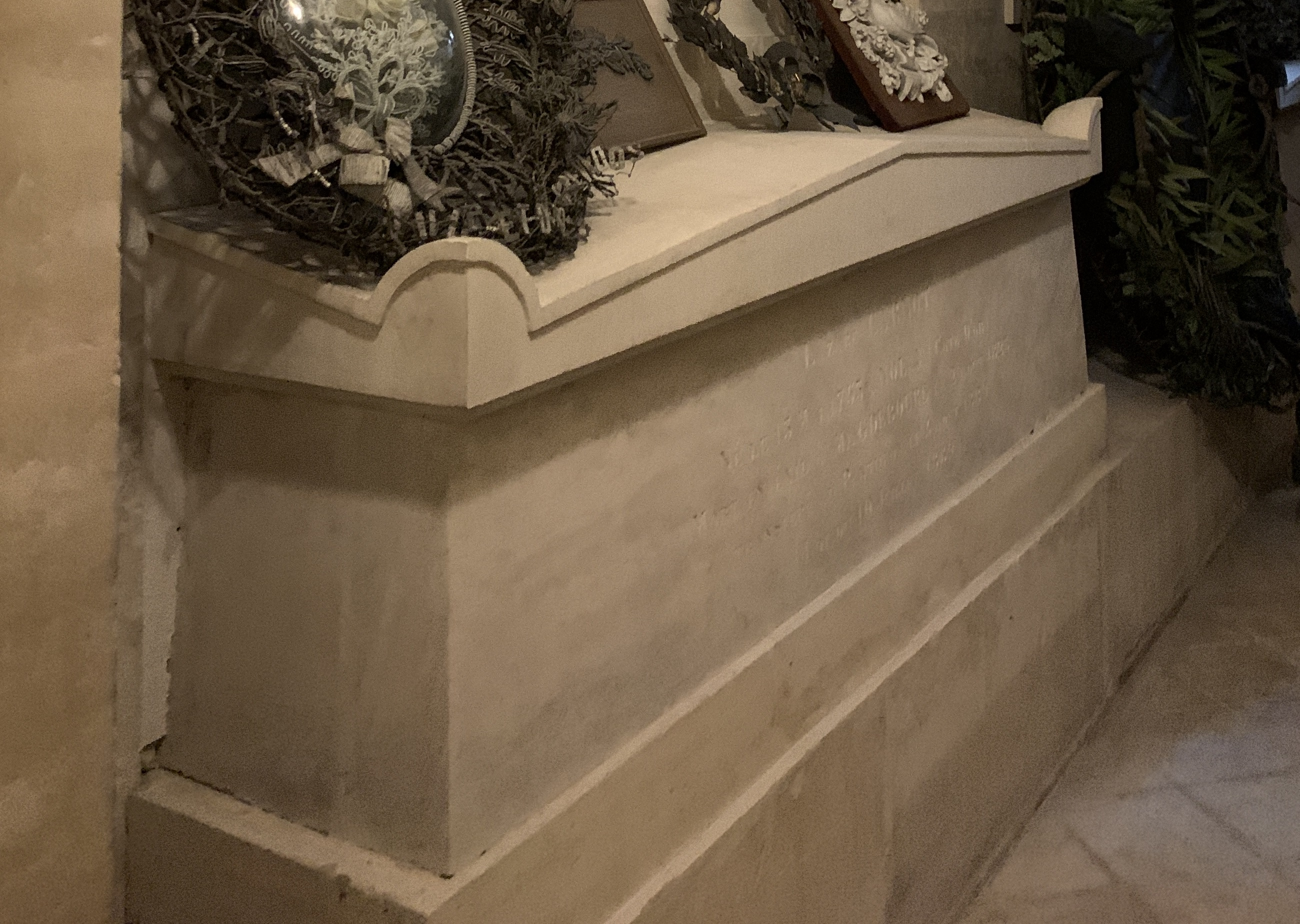
Grabstätte von Lazare Carnot im Pariser Panthéon

Während der Herrschaft der Hundert Tage Napoleons I. 1815 wurde er zum Innenminister ernannt. Schließlich wurde er in der Zeit der Restauration (1815 bis 1830) des Königsmordes angeklagt und musste nach Preußen zu den Hohenzollern flüchten, wo er zeitweilig in Wernigerode lebte und 1823 in Magdeburg verstarb. Seit 1808 war er auswärtiges Mitglied der Bayerischen Akademie der Wissenschaften. 1889 wurden seine Gebeine nach Paris überführt und im Panthéon beigesetzt.

## Bedeutung
Carnot war nicht nur Politiker und Erfinder des Prinzips der Levée en masse, sondern auch ein bedeutender Mathematiker. Seine Schriften wurden grundlegend für die Geometrie der Lage. Noch zu Anfang des 20. Jahrhunderts war es üblich, den Kosinussatz der Trigonometrie als Kosinussatz von Carnot zu bezeichnen. Daneben gibt es noch einen Satz von Carnot, der sich ebenfalls mit ebenen Dreiecken beschäftigt.
Sein Sohn Nicolas Léonard Sadi Carnot wurde als Physiker, unter anderem durch die Begründung der Thermodynamik, bekannt. Sein Enkel Marie François Sadi Carnot wurde 1887 Präsident der Republik Frankreich.

## Ehrungen
Sein Name ist am Triumphbogen in Paris in der 4. Spalte eingetragen. Carnot ist namentlich auf dem Eiffelturm verewigt (siehe Die 72 Namen auf dem Eiffelturm). Außerdem trägt ihm zu Ehren eine der zwölf sternförmig auf die Place Charles-de-Gaulle mündenden Straßen seit 1880 den Namen Avenue Carnot.
Ein Mauertyp im Festungsbau trägt nach ihm den Namen Carnot-Mauer.

## Schriften

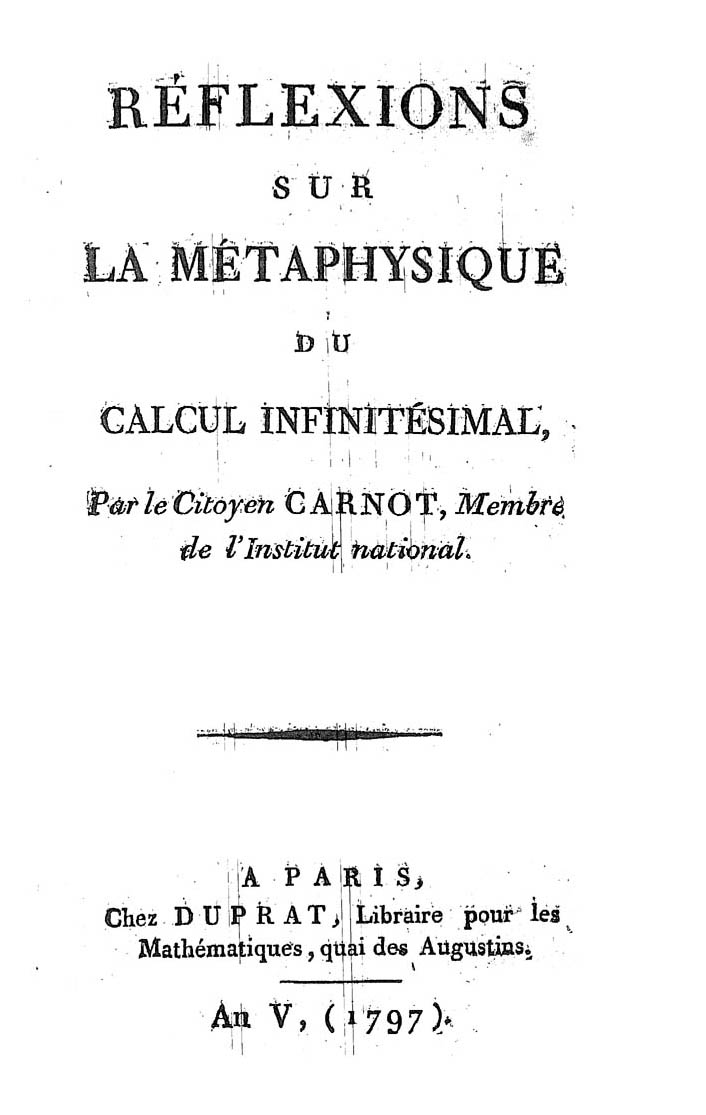
Réflexions sur la métaphysique du calcul infinitésimal, 1797

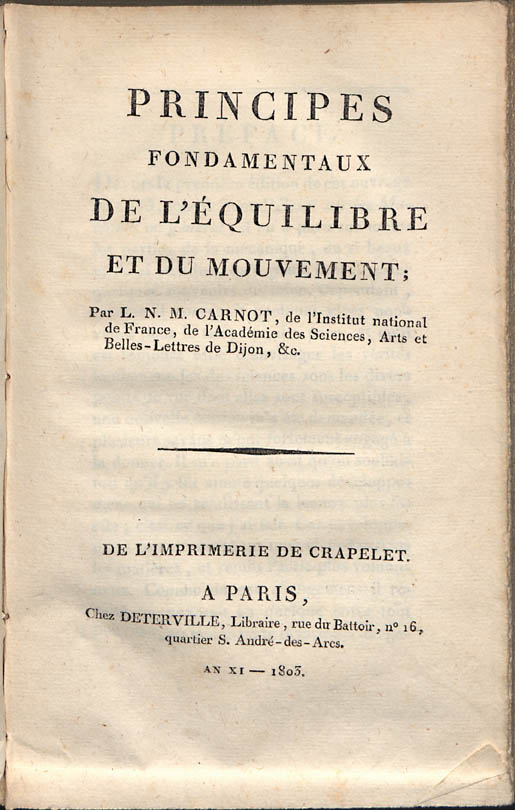
Principes fondamentaux de l'équilibre et du mouvement, 1803

- Essai sur les machines en général (1780)
- Exploits des Fran,cais depuis le 22 Fructidor an 1, jusqu'au 15 Pluviose an III, 8 sept. 1793 - 3 febr. 1795 (1796)
- Réponse de L.N.M. Carnot ... au rapport fait sur la conjuration du 18 fructidor, au conseil des cinq-cents (1798)
- Second memoire de Carnot (1799)
- De la corrélation des figures de géometrie (1801).
- Géométrie de position (1803).
- Principes fondamentaux de l'équilibre et du mouvement. Jean-François-Pierre Deterville, Paris 1803 (französisch, beic.it).
- Traité de la défense des places fortes (1812).
  - Discours préliminaire. 3. édition (Digitalisat)
- Mémoire adressé au roi en juillet 1814 par Carnot suivi du discours qu’il a prononcé au tribunat le 11 floréal an 12 (Arnaud, Paris 1815).